# Louis-Joseph-Philippe Ballois
Louis-Joseph-Philippe Ballois est un journaliste et statisticien français, né à Périgueux en 1778 et mort à Paris le 4 décembre 1803.

## Biographie
Proche du groupe politique des Montagnards durant la Révolution française, Ballois est un écrivain publiciste engagé, favorable à la République et opposé aux Girondins.  
Journaliste et rédacteur en chef, il publie à Bordeaux le journal L'Observateur de la Dordogne : journal politique, moral et littéraire » en 1797.
En 1798, il est choisi par François Lamarque, nommé ambassadeur de Suède, pour être son secrétaire. Cette décision est annulée par le Directoire, qui jugeait la véhémence politique de Ballois trop inquiétante. Ce dernier est alors destitué et « Ballois, désespéré de cet acte d'injustice, tenta de se tuer, mais il se manqua, et continua son journal ». Sa tentative de suicide par balle échoue mais il s'inflige néanmoins une blessure.
Le journal est supprimé le 18 Brumaire (9 novembre 1799) et Ballois se tourne alors vers la statistique. Employé au ministère de l'Intérieur, il exerce la fonction de commis au bureau de la Statistique.
Il fonde en 1802 une Société de Statistique, sous la protection de Cambacérès  et crée les Annales de statistique ou journal général d'économie politique, industrielle, d'histoire naturelle, d'agriculture où il défend l'usage d'une statistique descriptive. Le premier volume paraît en 1802.
Il devient membre de plusieurs académies, notamment la Société de statistique de Bordeaux dont il est nommé secrétaire, avant de rejoindre l'Académie de Bordeaux.
Il revient à Paris où il meurt en 1803 des suites de sa blessure,.

## Travaux
- Le Défenseur de la constitution, journal politique, moral et littéraire ; par L.-J.-P. Ballois et J.-B. Tombe, 1797 (17-30 vendémiaire an VI.) impr. du "Défenseur de la Constitution", rue de la Harpe, n°497
- De bonnes Élections ou la mort ! Le Père Duchêne, aux républicains de la Dordogne, sur les assemblées primaires (Signé : L.-J.-P. Ballois, 20 ventôse an VI de la République.), Périgueux, impr. de Dupont
- Encore quelques actes de la vengeance des rois, Paris, 1800.
- Ballois fils, jeune, membre de la Société fraternelle des deux sexes, séante aux Jacobins, rue Honoré, à ses compatriotes des campagnes.